# بيت الرعاوي (السياني)

تعديل مصدري - تعديل

بيت الرعاوي هي إحدى قرى عزلة النقيلين بمديرية السياني التابعة لمحافظة إب، بلغ تعداد سكانها 131 نسمة حسب تعداد اليمن لعام 2004.